# Aleksandr Matveïev
Pour les articles homonymes, voir Matveïev.
 (décembre 2023).
Si vous disposez d'ouvrages ou d'articles de référence ou si vous connaissez des sites web de qualité traitant du thème abordé ici, merci de compléter l'article en donnant les références utiles à sa vérifiabilité et en les liant à la section « Notes et références ».
Aleksandr Konstantinovitch Matveïev (en russe : Александр Константинович Матвеев), né à Sverdlovsk le 8 juillet 1926 et mort à Ekaterinbourg le 9 octobre 2010, est un linguiste russe qui s'est distingué par ses travaux sur l'onomastique (notamment sur la toponymie) et l'état ancien des langues finno-ougriennes substratiques. Professeur de l'Université fédérale de l'Oural, membre correspondant de l'Académie des Sciences de Russie.

## Biographie
Aleksandr Konstantinovitch Matveïev naît le 8 juillet 1926 à Sverdlovsk (aujourd'hui Iekaterinbourg), dans la famille du minéralogue Konstantin Matveïev. En 1949, il commence ses études à la Faculté de langue et littérature russes de l'Institut pédagogique de Khabarovsk. 
À partir de 1952, il enseigne à la faculté de lettres de l'université d'État de l'Oural (transformé récemment en Université fédérale de l'Oural) dont il dirige le département de linguistique générale de 1961 à 2005. Habilité en 1970, il devient professeur titulaire en 1971 et est nommé savant émérite de la R.S.F.S.R en 1988. En 1991, il est élu membre correspondant de l'Académie des sciences de Russie, demeurant pendant une décennie le seul linguiste en dehors de Moscou et de Saint-Pétersbourg élu dans cette institution.

## Recherches
Aleksandr Matveïev est l'auteur de plus de 270 publications portant sur des problèmes pratiques et théoriques de l'étymologie,de l'onomastique, de la dialectologie, sur la préhistoire des peuples finno-ougriens. Ses principaux travaux sont consacrés à la reconstruction de l'état ancien des langues et des peuples finno-ougriens à travers l'étude de la toponymie du Nord Russe. Il est reconnu comme fondateur de l'École onomastique de l'Oural, groupe de chercheurs qui depuis les années 1960 demeure une communauté scientifique la plus influente dans le domaine de l'onomastique slave et finno-ougrienne en Russie. L'École est surtout connue pour ses expéditions toponymiques régulières lors desquelles, grâce à la méthode de collecte et d'enregistrement de données toponymiques développée par Aleksandr Matveïev, on a vu se former le fichier toponymique et dialectologique le plus riche en Russie qui compte aujourd'hui plus d'un million d'entrées.
Aleksandr Matveïev était le rédacteur de la plupart des volumes du Dictionnaire des parlers russes de l'Oural moyen (1981-1988), de l'unique Dictionnaire des parlers du Nord Russe (vol. 1-3), des Matériels pour un dictionnaires d'emprunts ouraliens dans les parlers du Nord russe. Il est aussi l'auteur des premiers dictionnaires toponymiques et oronymiques de l'Oural et de l'ouvrage fondamental Éléments substratiques dans la toponymie du Nord russe (vol. 1-3) qui a une importance particulière pour l'étude de l'état ancien des langues finno-ougriennes.
À partir de 2004, jusqu'à sa mort Aleksandr Matveïev est le rédacteur en chef de la revue Voprosy onomastiki.

## Enseignement
Comme professeur universitaire, il donné des cours généraux d'introduction à la linguistique et d'introduction à l'étude des langues slaves mais aussi toute une série de cursus spécialisés : Toponymie de l'Oural, Méthode de recherches toponymiques, L'Origine des peuples slaves à travers le prisme linguistique, Mériens et la langue mérienne, Peuples et langues indo-européens. Parmi ses disciples on compte des fameux dialectologues et onomastes russes. Il était directeur scientifique de plus de 30 thèses de doctorat et de 6 thèses d'habilitation.